# Энергетика Камчатского края
Энергетика Камчатского края — сектор экономики региона, обеспечивающий производство, транспортировку и сбыт электрической и тепловой энергии. Особенностью энергетики Камчатского края является изолированность от Единой энергосистемы России и энергосистем других регионов, а также деление на большое количество не связанных друг с другом энергоузлов. Другой спецификой энергетики региона является большое разнообразие электростанций — по состоянию на 2019 год, на территории Камчатского края эксплуатировались две крупные тепловые электростанции, три геотермальные электростанции (ГеоЭС), четыре гидроэлектростанции (ГЭС), три ветроэнергетических комплекса (ВЭС), а также большое количество небольших дизельных электростанций (ДЭС), общей мощностью 651,5 МВт. В 2018 году они произвели 1816 млн кВт·ч электроэнергии.

## История
Первое электричество на Камчатке было получено в 1910 году. Первая электростанция общего пользования была введена в эксплуатацию 14 августа 1914 года, она принадлежала частному лицу, имела мощность 12 кВт и вырабатывала электроэнергию для освещения магазинов и домов центральной улицы Петропавловска-Камчатского. Энергетика региона развивалась медленными темпами — к концу 1945 года общая мощность электростанций Камчатки составляла лишь 6,1 МВт, за год они произвели 11,1 млн кВт·ч электроэнергии.
В 1950-х годах развитие энергетики Камчатки ускорилось. В Петропавловске-Камчатском к началу 1960-х годов году работали пять энергопоездов, две паротурбинные электростанции и более десяти дизельных электростанций, общей мощностью 22 МВт. Они принадлежали различным организациям и не образовывали единой энергосистемы. Кроме того, в других населённых пунктах Камчатки эксплуатировалось около 500 мелких, преимущественно дизельных электростанций общей мощностью около 80 МВт. В 1964 году создается районное энергетическое управление «Камчатскэнерго», которое централизовало управление существующими энергообъектами.
В сентябре 1964 года было начато строительство первой крупной электростанции на Камчатке — Камчатской ТЭЦ-1. Проект предусматривал установку двух паровых турбин мощностью по 12 МВт и двух котлов производительностью 120 тонн пара в час. Электростанция сооружалась для покрытия электрических и тепловых нагрузок судоремонтной верфи и коммунальных нужд близлежащего района. Первый пусковой комплекс станции был введен в эксплуатацию 30 мая 1965 года, электростанция начала работать синхронно с энергопоездом судоверфи. Строительство второй и третьей очередей станции началось в 1968 году. С 1969 по 1979 год на станции было установлено пять турбин и восемь котлоагрегатов. В 1980 году Камчатская ТЭЦ-1 вышла на проектную мощность.
15 марта 1954 года Президиум АН СССР поручил Лаборатории вулканологии направить на Южную Камчатку геотермальную экспедицию. В 1955 году по итогам работы экспедиции было выбрано место бурения скважины на Паужетских термальных источниках. Первая скважина была пробурена в 1957 году, геологоразведочные работы закончились в 1962 году, что позволило перейти к проектированию и строительству Паужетской ГеоЭС. Пуск новой станции состоялся в 1966 году при мощности 5 МВт (два турбоагрегата по 2,5 МВт). К 1980 году мощность станции была увеличена до 11 МВт путем монтажа еще одного турбоагрегата.
23 декабря 1963 года было подписано постановление Совмина СССР № 1272 «Об использовании геотермальных вод для электрификации и теплофикации г. Петропавловска-Камчатского и прилегающих к нему районов», согласно которому предусматривалось строительство геотермальной электростанции мощностью 25 МВт и теплотрассы для теплоснабжения Петропавловска-Камчатского геотермальным теплом. Были развернуты изыскательские и научно-технические работы, в рамках которых в 1967 году была пущена экспериментальная Паратунская ГеоЭС мощностью 0,6 МВт, первая в мире геотермальная электростанция с бинарным циклом. От строительства более крупных электростанций и развития геотермального теплоснабжения в 1968 году решили отказаться.
К началу 1980-х годов мощностей Камчатской ТЭЦ-1 для энергоснабжения Центрального энергорайона Камчатки стало не хватать. Изначально рассматривался проект строительства атомной электростанции, но в итоге предпочтение было отдано возведению ещё одной тепловой электростанции. Подготовительные работы по строительству Камчатской ТЭЦ-2 были начаты в 1978 году, в 1980 году с началом активной фазы строительства в РЭУ Камчатскэнерго была создана дирекция строящейся ТЭЦ. Первый турбоагрегат ТЭЦ-2 был введен в эксплуатацию в 1985 году, второй — в 1987 году. В 1988 году было завершено строительство теплотрассы до района Горизонт — Юг города.
В начале 1990-х годов зависимая от привозного мазута энергетика Камчатки вступила в перманентный кризис, связанный с высокой стоимостью топлива и хроническими неплатежами потребителей. Было принято решение переориентировать энергетику региона на местные ресурсы — природный газ, геотермальную и гидравлическую энергию. В 1993 году администрацией Камчатского края было принято решение о газификации основных энергетических объектов края на основе запасов местного Кшукского и Нижне-Квакчинского газоконденсатных месторождений. К 2010 году в рамках инвестиционного проекта Газпромом был построен газопровод «Соболево — Петропавловск-Камчатский», что позволило в 2010—2012 годах перевести Камчатские ТЭЦ с дорогостоящего мазута на природный газ.
В 1995 году был утвержден скорректированный проект Мутновской ГеоЭС, строительство которой было начато еще в 1988 году, но затем приостановлено. С целью завершения строительства и последующей эксплуатации Мутновских ГеоЭС была создана компания «Геотерм», для финансирования проекта в 1998 году был привлечён кредит ЕБРР. С целью снижения затрат на транспортировку пароводяной смеси было принято решение пар с нескольких удалённых от площадки строительства скважин направить в отдельно стоящую небольшую электростанцию — Верхне-Мутновскую ГеоЭС мощностью 12 МВт, которая была построена раньше основного объекта и уже в декабре 1999 года была введена в эксплуатацию. Пуск первого турбоагрегата Мутновской ГеоЭС состоялся в декабре 2001 года, торжественный пуск второго турбоагрегата — в октябре 2002 года.
В 1994 году было начато строительство первой гидроэлектростанции на Камчатке, Быстринской ГЭС им. Г.П. Девяткина мощностью 1,71 МВт, первые два гидроагрегата пущены в 1996 году, третий — в 1998 году. Строительство Толмачёвских ГЭС общей мощностью 45,4 МВт началось в 1997 году, в качестве первоочередного объекта были выбраны ГЭС-1 и ГЭС-3, введённые в эксплуатацию в 1999—2000 годах. Строительство Толмачёвской ГЭС-2 было начато в 2000 году, но в связи с введением аукционов на морские биоресурсы инвестиции со стороны рыбодобывающих предприятий резко сократились, строительство станции в основном производилось за счёт средств федерального бюджета, выделявшихся в недостаточных объёмах, и сильно затянулось. Гидроагрегаты Толмачёвской ГЭС-2 были пущены в 2011 году, строительство станции завершилось в 2013 году

## Организация энергосистемы Камчатского края
По причине географической отдалённости, энергосистема Камчатского края не связана с Единой энергосистемой России и энергосистемами других регионов, а также разделена на большое количество отдельных, не связанных друг с другом энергоузлов. Крупнейшим из них является Центральный энергоузел, объединяющий города Петропавловск-Камчатский и Вилючинск, а также территории Елизовского и частично Усть-Большерецкого и Мильковского районов. Генерирующие мощности энергорайона представлены Камчатскими ТЭЦ- и ТЭЦ-2, Мутновской и Верхне-Мутновской ГеоЭС, Толмачёвским каскадом ГЭС, тремя дизельными электростанциями и одной ветроэлектростанцией, общей мощностью 490,45 МВт. На Центральный энергоузел приходится 75 % установленной мощности электростанций и 82 % выработки электроэнергии в Камчатском крае. Центральный энергоузел обладает большими резервами мощности — максимум нагрузки в энергоузле по состоянию на 2018 год составил 253 МВт, или 52 % от мощности электростанций энергоузла.
Остальные энергоузлы имеют намного меньшую мощность и в основном базируются на дизельных электростанциях. Наиболее крупными среди них являются Озерновский (15,57 МВт, 1 ГеоЭС и 1 ДЭС), Алеутский (3,31 МВт, 1 ВЭС и 1 ДЭС, расположен на о. Беринга), Средне-Камчатский (6,1 МВт, 2 ДЭС и 1 ГЭС), Усть-Камчатский (1 ВЭС и 1 ДЭС), Ключевской (6,2 МВт), Козыревский (2,23 МВт), Соболевский (4,67 МВт), Олюторский (9,2 МВт), Манильский (4,97 МВт), Пенжинский (2,5 МВт).

## Генерация электроэнергии
По состоянию на начало 2019 года, на территории Камчатского края эксплуатировались две тепловые электростанции (Камчатские ТЭЦ-1 и ТЭЦ-2) общей мощностью 364 МВт, три геотермальные электростанции (Мутновская ГеоЭС, Верхне-Мутновская ГеоЭС, Паужетская ГеоЭС) общей мощностью 74 МВт, четыре гидроэлектростанции (Толмачёвский каскад ГЭС и Быстринская ГЭС) общей мощностью 47,1 МВт, три ветровые электростанции общей мощностью 5,5 МВт и несколько десятков дизельных электростанций общей мощностью 160,8 МВт. На долю Камчатских ТЭЦ приходится 57 % выработки электроэнергии в регионе, ГеоЭС — 23,5 %, ГЭС — 4 %, ВЭС — 0,5 %, ДЭС — 15 %.

### Камчатская ТЭЦ-1
Расположена в г. Петропавловске-Камчатском. Крупнейшая электростанция Камчатского края. Паротурбинная электростанция, в качестве топлива использует природный газ и мазут. Турбоагрегаты станции введены в эксплуатацию в 1970—1980 годах. Установленная электрическая мощность станции — 204 МВт, тепловая мощность — 289 Гкал/час. Фактическая выработка электроэнергии в 2018 году — 268,9 млн кВт·ч. По причине большей экономичности, основную нагрузку в Центральном энергоузле несёт Камчатская ТЭЦ-2, оборудование Камчатской ТЭЦ-1 относительно малозагружено и частично законсервировано. Оборудование станции включает в себя два турбоагрегата мощностью по 55 МВт (один из них законсервирован), один турбоагрегат мощностью 50 МВт и один турбоагрегат мощностью 44 МВт. Также имеется 11 котлоагрегатов (6 из них в консервации). Принадлежит ПАО «Камчатскэнерго» (дочернее общество ПАО «РусГидро»).

### Камчатская ТЭЦ-2
Расположена в г. Петропавловске-Камчатском. Паротурбинная электростанция, в качестве топлива использует природный газ и мазут. Турбоагрегаты станции введены в эксплуатацию в 1985—1987 годах. Установленная электрическая мощность станции — 160 МВт, тепловая мощность — 410 Гкал/час. Фактическая выработка электроэнергии в 2018 году — 769,1 млн кВт·ч, крупнейшая по выработке электростанция региона. Оборудование станции включает в себя два турбоагрегата мощностью по 80 МВт и три котлоагрегата. Принадлежит ПАО «Камчатскэнерго».

### Мутновская ГеоЭС
Расположена в Елизовском районе. Крупнейшая геотермальная электростанция России. Введена в эксплуатацию в 2003 году. Установленная электрическая мощность станции — 50 МВт, фактическая выработка электроэнергии в 2018 году — 326 млн кВт·ч. Оборудование станции включает в себя два турбоагрегата мощностью по 25 МВт. Принадлежит ПАО «Камчатскэнерго».

### Верхне-Мутновская ГеоЭС
Расположена в Елизовском районе. Введена в эксплуатацию в 1999 году. Установленная электрическая мощность станции — 12 МВт, фактическая выработка электроэнергии в 2018 году — 57,3 млн кВт·ч. Оборудование станции включает в себя три турбоагрегата мощностью по 4 МВт. Принадлежит ПАО «Камчатскэнерго».

### Паужетская ГеоЭС
Расположена в Усть-Большерецком районе, функционирует в Озерновском энергорайоне. Введена в эксплуатацию в 1966 году, первая геотермальная электростанция России. Установленная электрическая мощность станции — 12 МВт, фактическая выработка электроэнергии в 2018 году — 43,8 млн кВт·ч. Оборудование станции включает в себя два турбоагрегата мощностью по 6 МВт. В связи с дефицитом геотермальных ресурсов, фактическая мощность станции ограничена 6 МВт. Принадлежит ПАО «Камчатскэнерго».

### Толмачёвский каскад ГЭС
Расположен в Усть-Большерецком районе, на реке Толмачёва. Включает в себя три гидроэлектростанции общей мощностью 45,4 МВт:
- Толмачёвскую ГЭС-1 мощностью 2 МВт, введённую в эксплуатацию в 1999 году, с двумя гидроагрегатами мощностью по 1 МВт;
- Толмачёвскую ГЭС-2 мощностью 24,8 МВт, введённую в эксплуатацию в 2011 году, с двумя гидроагрегатами мощностью по 12,4 МВт;
- Толмачёвскую ГЭС-3 мощностью 18,4 МВт, введённую в эксплуатацию в 2000 году, с двумя гидроагрегатами мощностью по 9,2 МВт.

Фактическая выработка электроэнергии станциями каскада в 2018 году составила 70,2 млн кВт·ч. Каскад играет важную роль в обеспечении надёжной и экономичной работы Центрального энергоузла, покрывая пиковую часть графика нагрузок. Эксплуатируется ПАО «Камчатскэнерго».

### Быстринская ГЭС им. Г.П. Девяткина
Расположена в Быстринском районе, на реке Быстрой, функционирует в Средне-Камчатском энергорайоне. Введена в эксплуатацию в 1996—1998 годах. Мощность станции — 1,71 МВт, проектная среднегодовая выработка электроэнергии — 8,32 млн кВт·ч, фактическая выработка электроэнергии в 2018 году — 5,55 млн кВт·ч. В здании ГЭС размещены три гидроагрегата мощностью по 0,57 МВт. Эксплуатируется АО «Южные электрические сети Камчатки».

### Ветроэлектростанции
На территории Камчатского края функционируют три ветроэлектростанции:
- ВЭС в с. Никольское (Алеутский район, Командорские острова), функционирует в Алеутском энергорайоне. Введена в эксплуатацию в 1997-2013 годах. Мощность 1,050 МВт (2×250 кВт, 2×275 кВт). Эксплуатируется АО «Южные электрические сети Камчатки» (входит в группу РусГидро).
- ВЭС в п. Усть-Камчатск, Усть-Камчатский район, функционирует в Усть-Камчатском энергорайоне. Введена в эксплуатацию в 2013—2015 годах. Мощность — 1,175 МВт (1×0,275 МВт, 3×0,3 МВт). Эксплуатируется АО «Южные электрические сети Камчатки».
- ВЭС в п. Октябрьский, Усть-Большерецкий район, функционирует в Центральном энергорайоне. Введена в эксплуатацию в 2008—2014 годах. Мощность — 3,3 МВт (1×0,3 МВт, 4×0,6 МВт). Эксплуатируется АО «КЭС им. И. А. Пискунова».

Общая выработка ветроэлектростанций Камчатского края в 2018 году составила 8,8 млн кВт·ч.

### Дизельные электростанции
Дизельные электростанции являются основным источником электроэнергии во всех энергоузлах Камчатского края, кроме Центрального и Озерновского. Всего эксплуатируется несколько десятков (более 40) ДЭС общей мощностью 160,8 МВт, которые в 2018 году выработали 265,9 млн кВт·ч электроэнергии. Наиболее крупные дизельные электростанции: ДЭС-23 в п. Усть-Камчатск (8,4 МВт), ДЭС-22 в п. Ключи (6,2 МВт), ДЭС-10 в п. Палана (6 МВт), ДЭС-5 в с. Усть-Хайрюзово (4,86 МВт), ДЭС-11 в п. Тигиль (4,8 МВт), ГДЭС-7 в п. Соболево (4,67 МВт), ДЭС-12 в с. Оссора (4,6 МВт), ДЭС-6 в п. Усть-Большерецк (4,6 МВт), ДЭС-28 в с. Вывенка (4,34 МВт), ДЭС-4 в с. Манилы (4,32 МВт). Дизельные электростанции принадлежат различным собственникам, в частности АО «Южные электрические сети Камчатки» (20 ДЭС общей мощностью около 60 МВт), АО «Корякэнерго» и другие. Несколько дизельных электростанций (общей мощностью 8,95 МВт) переведены на сжигание природного газа.

## Потребление электроэнергии
Ввиду своего изолированного характера, энергосистема Камчатского края сбалансирована по производству и потреблению электроэнергии. Абсолютный максимум нагрузки в 2018 году в регионе составил 292 МВт, в том числе в Центральном энергоузле — 253 МВт. Наиболее крупным потребителем электроэнергии, около 30 % по итогам 2018 года, является население. Другие крупные потребители — рыбодобывающие предприятия и объекты Министерства обороны. Наиболее крупной энергосбытовой компанией в регионе является ПАО «Камчатскэнерго».

## Электросетевой комплекс
В Центральном энергоузле Камчатского края эксплуатируются линии электропередачи общей протяжённостью 2117 км (по цепям), из них напряжением 220 кВ — 80 км (1 линия), 110 кВ — 771 км (11 линий), 35 кВ — 369 км, 0,4-10 кВ — 896 км. Напряжение линий электропередачи в других энергоузлах не превышает 35 кВ. Большая часть линий электропередачи эксплуатируется ПАО «Камчатскэнерго».

## Теплоснабжение
Теплоснабжение в Камчатском крае обеспечивают более 300 различных источников общей тепловой мощностью 1593 Гкал/ч. Это Камчатская ТЭЦ-1 (установленная тепловая мощность 194 Гкал/час), Камчатская ТЭЦ-2 (410 Гкал/час), 310 котельных и бойлерных, а также 63 скважины термальной воды. В 2018 году они суммарно произвели 2764 тыс. Гкал тепловой энергии, в том числе Камчатские ТЭЦ — 1101 тыс. Гкал, котельные и бойлерные — 1540 тыс. Гкал и скважины термальной воды — 106 тыс. Гкал. Протяжённость тепловых сетей (в двухтрубном исчислении) — 701 км.